# The Best of L'Arc-en-Ciel 1998-2000
The Best of L'Arc-en-Ciel 1998-2000 è il terzo greatest hits del gruppo giapponese dei L'Arc~en~Ciel. È stato pubblicato il 19 marzo 2003 dalla Ki/oon Records, in simultanea con The Best of L'Arc-en-Ciel 1994-1998 e The Best of L'Arc-en-Ciel C/W, ed ha raggiunto la quarta posizione della classifica Oricon, rimanendo in classifica per sedici settimane e vendendo 193 086 copie.

## Tracce
1. DIVE TO BLUE
2. HONEY
3. Shinshoku ~lose control~ (侵食)
4. Kasou (花葬)
5. snow drop
6. forbidden lover
7. HEAVEN'S DRIVE
8. Pieces
9. trick
10. Driver's High
11. LOVE FLIES
12. NEO UNIVERSE
13. finale
14. STAY AWAY
15. get out from the shell -asian version-